# Margit Berghof-Becker

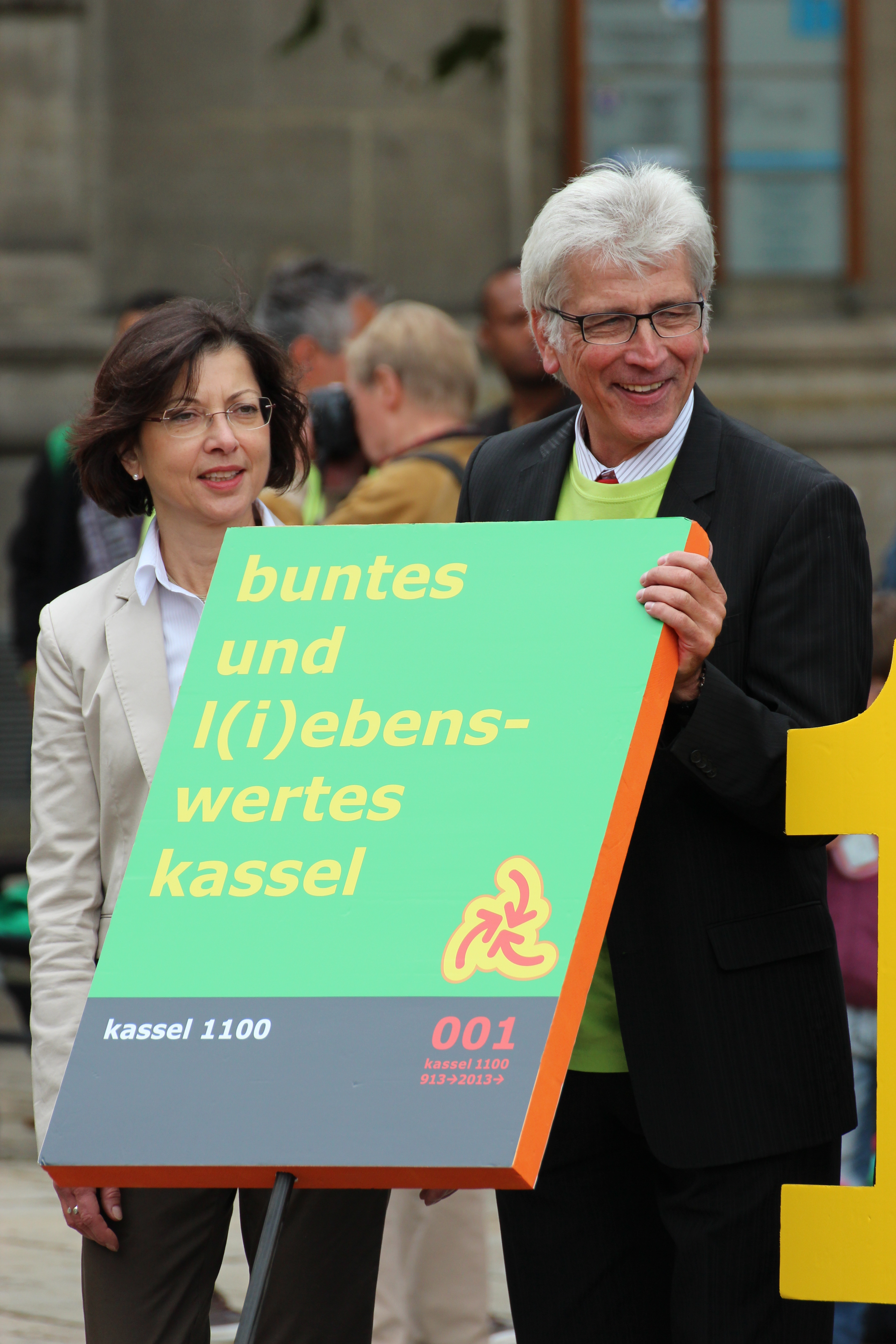
Margit Berghof-Becker und Bertram Hilgen beim Umzug zu Beginn der Festwoche anlässlich 1100 Jahren Kassels, 15. September 2013

Margit Berghof-Becker (* 13. Dezember 1959 in Bad Homburg vor der Höhe) ist eine hessische Politikerin (SPD) und ehemalige Abgeordnete des Hessischen Landtags.
Margit Berghof-Becker machte eine Ausbildung als Hotel- und Restaurantfachfrau und studierte Soziologie. Bis 1995 war sie persönliche Referentin des hessischen Kultusministers Hartmut Holzapfel. Sie kandidierte bei der Landtagswahl in Hessen 1995 im Wahlkreis Hochtaunus I, zog aber zunächst nicht in den Landtag ein, da ihr Landeslistenplatz nicht zog. Am 5. April 1995 rückte sie für Karl Starzacher in den Landtag nach, dem sie bis zum Ende der Wahlperiode am 4. April 1999 angehörte.
Margit Berghof-Becker leitet das Tagungsstättenmanagement des Amtes für Lehrerbildung mit der Tagungsstätte Reinhardswaldschule in Fuldatal und der Tagungsstätte Weilburg. Sie ist seit dem 1. November 2015 mit dem ehemaligen Kasseler Oberbürgermeister Bertram Hilgen verheiratet.